# Fritz Leiber (acteur)
Pour les articles homonymes, voir Fritz Leiber.

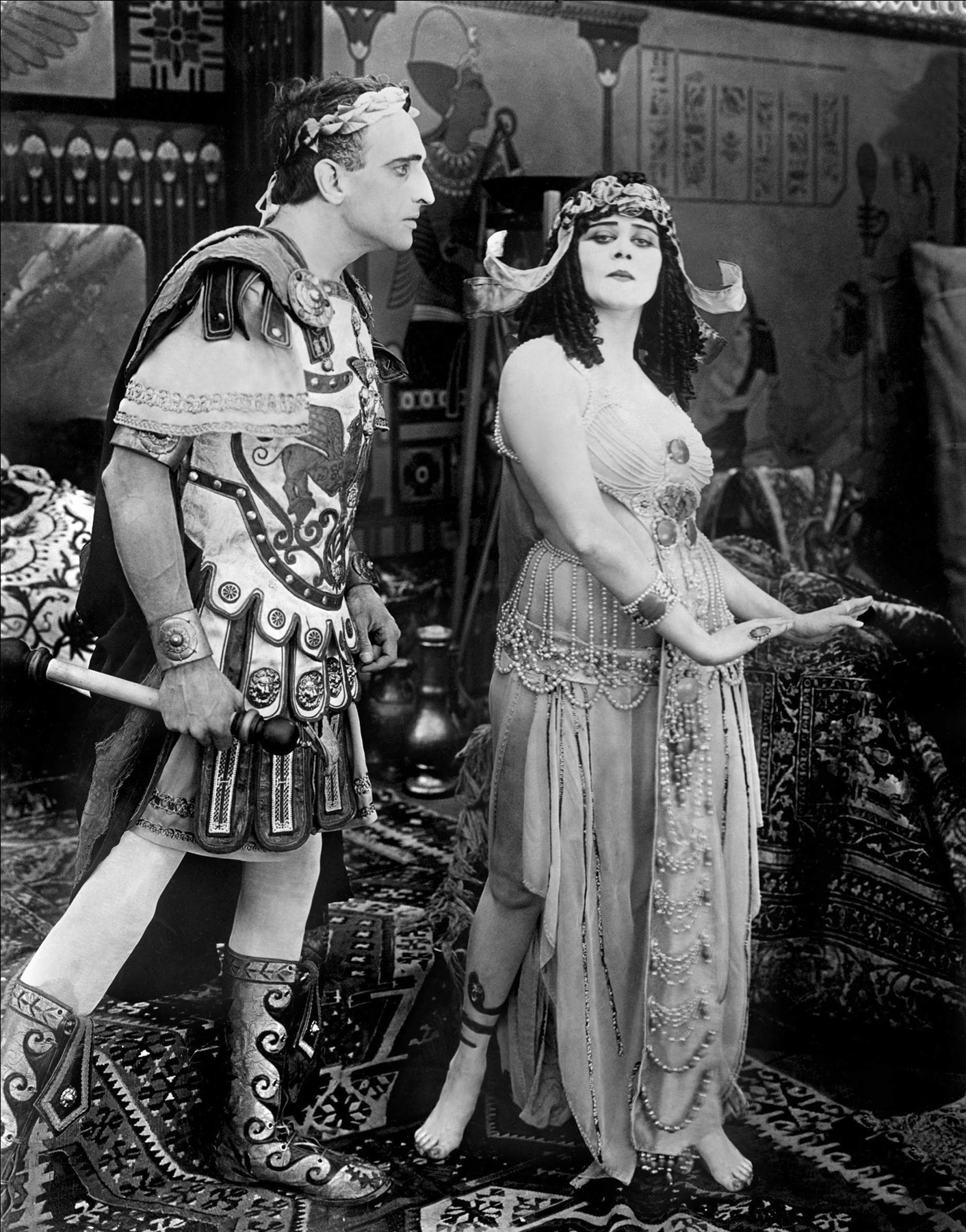
Fritz Leiber et Theda Bara (autre vue du film Cléopâtre de 1917)

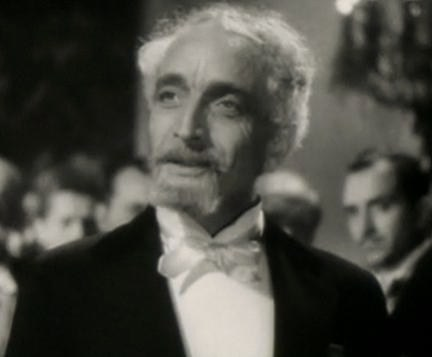
Dans La Vie de Louis Pasteur (1936)

Fritz Leiber est un acteur, metteur en scène et producteur de théâtre américain, de son nom complet Fritz Reuter Leiber (Sr.), né à Chicago (Illinois) le 31 janvier 1882, mort d'une crise cardiaque à Pacific Palisades (Quartier de Los Angeles, Californie) le 14 octobre 1949.

## Biographie
En 1902, Fritz Leiber débute comme acteur au théâtre, s'illustrant plus particulièrement, au long de sa carrière, dans le répertoire de William Shakespeare. Entre 1909 et 1933, il joue à Broadway, où il est également metteur en scène et producteur.
Au cinéma, il apparaît d'abord dans six films muets, de 1916 à 1921 (son premier film est une adaptation du Roméo et Juliette de Shakespeare, où il joue Mercutio). En raison de ses activités au théâtre, il délaisse ensuite le cinéma, auquel il ne revient qu'après l'avènement du parlant. Il participe alors à cinquante-six films, entre 1935 et 1949, année de sa mort (son dernier film, La Porte du diable, sort en 1950).
Il se marie avec l'actrice de théâtre Virginia Bronson (1885-1970) (anglaise d'origine), aux côtés de laquelle il joue Shakespeare à plusieurs reprises, tant à Broadway qu'en tournée aux États-Unis, au sein de la compagnie théâtrale de Robert B. Mantell. De leur union nait Fritz Reuter Leiber Jr. (portant le même nom que son père), connu comme Fritz Leiber, acteur et écrivain de science-fiction. Fritz Reuter Leiber Sr., lui-même fondateur en 1929 de sa propre compagnie théâtrale (« Chicago Civic Shakespeare Society »), joue plusieurs fois au théâtre aux côtés de son fils, ainsi que dans deux films, Le Grand Garrick (1937) et Le Traquenard (1947).

## Filmographie complète
Comme acteur
- 1916 : Roméo et Juliette (Romeo and Juliet) de Francis X. Bushman et John W. Noble
- 1917 : The Primitive Call de Bertram Bracken
- 1917 : La Reine des Césars (Cleopatra) de J. Gordon Edwards
- 1920 : If I were King de J. Gordon Edwards
- 1920 : The Song of the Soul de John W. Noble
- 1921 : La Reine de Saba (Queen of Sheba) de J. Gordon Edwards
- 1935 : Le Marquis de Saint-Évremont (A Tale of Two Cities) de Jack Conway
- 1936 : La Vie de Louis Pasteur (The Story of Louis Pasteur) de William Dieterle
- 1936 : Le Chant des cloches (Sins of Man) d'Otto Brower et Gregory Ratoff
- 1936 : Down to the Sea de Lewis D. Collins
- 1936 : Hearts in Bondage (en) de Lew Ayres
- 1936 : Sous deux drapeaux (Under Two Flags) de Frank Lloyd
- 1936 : Anthony Adverse de Mervyn LeRoy
- 1937 : Under Southern Stars de Nick Grinde
- 1937 : Champagne valse (Champagne Waltz) d'A. Edward Sutherland
- 1937 : Le Grand Garrick (The Great Garrick) de James Whale
- 1937 : Le Prince et le Pauvre (The Prince and the Pauper) de William Keighley
- 1938 : L'Île des angoisses (Gateway) d'Alfred L. Werker
- 1938 : Flight into Nowhere de Lewis D. Collins
- 1938 : The Jury's Secret d'Edward Sloman
- 1939 : Pack Up Your Troubles de H. Bruce Humberstone :
- 1939 : They Made Her a Spy de Jack Hively
- 1939 : Edith Cavell (Nurse Edith Cavell) d'Herbert Wilcox
- 1939 : Quasimodo (The Hunchback of Notre Dame) de William Dieterle
- 1940 : La Femme aux cheveux rouges (Lady with Red Hair) de Curtis Bernhardt
- 1940 : The Way of all Flesh de Louis King
- 1940 : L'Étrangère (All this, and Heaven too) d'Anatole Litvak
- 1940 : L'Aigle des mers (The Sea Hawk) de Michael Curtiz
- 1941 : Aloma, princesse des îles (Aloma of the South Seas) d'Alfred Santell
- 1942 : Carrefours (Crossroads) de Jack Conway
- 1943 : Le Chant de Bernadette (The Song of Bernadette) d'Henry King
- 1943 : Le Fantôme de l'Opéra (Phantom of the Opera) d'Arthur Lubin
- 1943 : Le Chant du désert (The Desert Song) de Robert Florey
- 1943 : Salute to the Marines (en) de S. Sylvan Simon
- 1943 : First Comes Courage de Dorothy Arzner
- 1944 : L'Imposteur (The Impostor) de Julien Duvivier
- 1944 : Youth runs Wild de Mark Robson
- 1944 : La Fille du loup-garou (Cry of the Werewolf) d'Henry Levin
- 1944 : Cobra Woman de Robert Siodmak
- 1945 : La Rue rouge (Scarlet Street) de Fritz Lang
- 1945 : Notre cher amour (This Love of Ours) de William Dieterle
- 1945 : The Cisco Kid returns de John P. McCarthy
- 1945 : Pavillon noir (The Spanish Main) de Frank Borzage
- 1945 : Le Fils de Lassie (Son of Lassie) de S. Sylvan Simon
- 1946 : Strange Journey de James Tinling
- 1946 : L'Évadé de l'enfer (Angel on My Shoulder) d'Archie Mayo
- 1946 : Scandale à Paris (A Scandal in Paris) de Douglas Sirk
- 1946 : Humoresque (titre original) de Jean Negulesco
- 1947 : Monsieur Verdoux (titre original) de Charlie Chaplin
- 1947 : High Conquest (en) d'Irving Allen
- 1947 : Le Traquenard (The Web) de Michael Gordon
- 1947 : Dangerous Venture de George Archainbaud
- 1947 : Bells of San Angelo de William Witney
- 1948 : Opium (To the Ends of the Earth) de Robert Stevenson
- 1948 : Another Part of the Forest de Michael Gordon
- 1948 : Inner Sanctum de Lew Landers
- 1948 : Adventures of Casanova de Roberto Gavaldón
- 1949 : La Vengeance des Borgia (Bride of Vengeance) de Mitchell Leisen
- 1949 : Song of India d'Albert S. Rogell
- 1949 : Bagdad de Charles Lamont
- 1949 : Samson et Dalila (Samson and Delilah) de Cecil B. DeMille
- 1950 : La Porte du diable (Devil's Doorway) d'Anthony Mann

## Théâtre
Pièces jouées à Broadway, comme acteur, sauf mention complémentaire
- 1909 : Le Roi Jean (King John) et Roméo et Juliette (Romeo and Juliet) de William Shakespeare
- 1911 : Richelieu de Sir Edward Bulwer-Lytton
- 1915 : Le Marchand de Venise (The Merchant of Venice), Hamlet, Macbeth, Othello ou le Maure de Venise (Othello, the Moor of Venice), Le Roi Lear (King Lear), Roméo et Juliette, Jules César (Julius Caesar) et Richard III de Shakespeare
- 1917 : Jules César, Le Roi Lear, Macbeth, Hamlet et Le Marchand de Venise de Shakespeare
- 1918 : Hamlet de Shakespeare
- 1922 : Roméo et Juliette, Jules César et Macbeth de Shakespeare
- 1924 : Two Strangers from Nowhere de Myron C. Fagan
- 1924 : Hedda Gabler d'Henrik Ibsen, avec Margalo Gillmore, Roland Young
- 1927 : The Field God de Paul Green
- 1930 : La Nuit des rois, ou Ce que vous voudrez (Twelfth Night, or What you will), Macbeth et Hamlet de Shakespeare (+ metteur en scène, en mars 1930)
- 1930 : Richard III, Comme il vous plaira (As you Like it), Macbeth, Jules César, Le Marchand de Venise, Hamlet et Le Roi Lear de Shakespeare (+ producteur, en décembre 1930)
- 1931 : Le Marchand de Venise de Shakespeare, avec Pedro de Cordoba, William Faversham, Tyrone Power Sr.
- 1933 : Yoshe Kalb de Maurice Schwartz et Fritz Blocki, d'après I.J. Singer, mise en scène de M. Schwartz, avec Jack Arnold, Erin O'Brien-Moore

## Note
1. ↑  Robert B. Mantell (1854-1928), acteur et producteur de théâtre d'origine écossaise, était le grand-oncle de l'actrice Angela Lansbury.